# Cassida olympica
Cassida olympica es un coleóptero de la familia Chrysomelidae.
Fue descrita científicamente en 2005 por Sekerka.